# Telothyria assimulata
Telothyria assimulata är en tvåvingeart som först beskrevs av Wulp 1891.  Telothyria assimulata ingår i släktet Telothyria och familjen parasitflugor. Inga underarter finns listade i Catalogue of Life.